# Rock Me Amadeus
Rock Me Amadeus ist ein Synthiepop-, NDW- bzw. Pop-Rap-Lied des österreichischen Musikers Falco aus dem Jahr 1985. Es war die erste Singleauskopplung des Studioalbums Falco 3 und das erste und bislang einzige deutschsprachige Lied, das sowohl in den US-amerikanischen Billboard Hot 100 als auch in den britischen Singlecharts die Chartspitze erreichen konnte.

## Inhalt

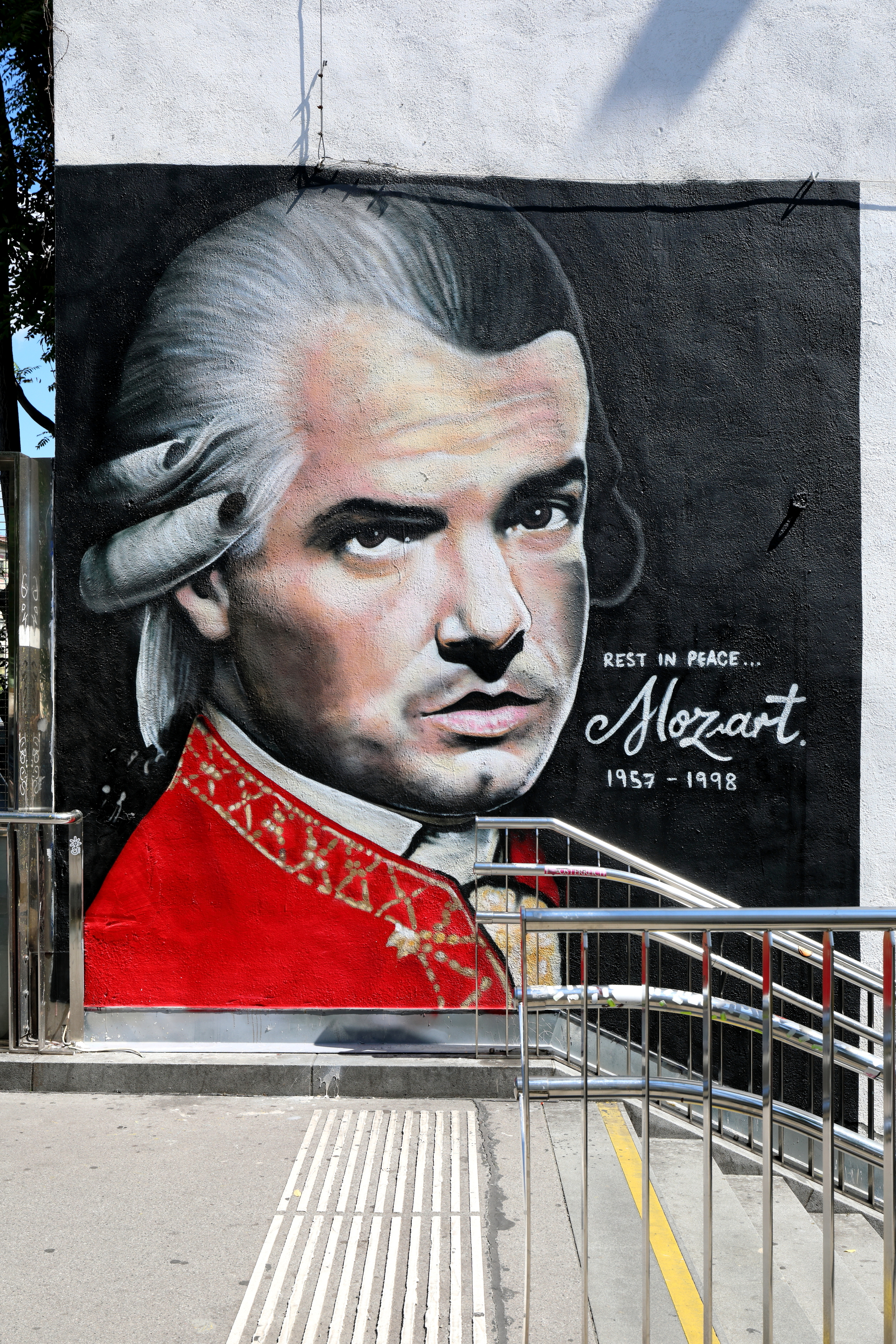
Lush-Sux-Graffito zu Falco/Mozart als Hommage an dessen Hit Amadeus an der Falcostiege Kettenbrückengasse

Das Stück Rock Me Amadeus ist eine fiktionale Auslegung des Werdegangs des Salzburger Musikers und Komponisten Wolfgang Amadeus Mozart. Falco beschreibt den Protagonisten Amadeus als Anhänger der Punk-Szene in Wien und thematisiert damit, wie Mozart in der Wiener Gesellschaft der 1980er Jahre aufgenommen worden wäre. Die Strophen behandeln Amadeus’ Punker-Dasein um 1780 in Wien, er wird als „Virtuose“ und „Rockidol“ beschrieben. Amadeus sei ein „Mann der Frauen“ und habe durch die Wünsche, die er den Frauen erfüllte, Schulden angehäuft.

## Hintergrund
Die Musik wurde von dem niederländischen Produzentenduo Rob und Ferdi Bolland komponiert, die den Text gemeinsam mit Falco schrieben. Nach dem großen Erfolg auf dem deutschsprachigen Markt verkaufte man das Album auch im Ausland. Für den internationalen Markt (USA, UK, Japan etc.) wurde auf dem Album Falco 3 eine eigene Version des Songs mit dem Zusatz Salieri Mix produziert, die sich erheblich vom Original unterscheidet: Die Version dauert fast doppelt so lange und wurde um rockige Gitarrenriffs, ein Saxophon- und Violinensolo, eine Frauenstimme und eine männliche Erzählerstimme am Anfang sowie einen weiblichen Chor gegen Ende erweitert. Falcos Stimme selbst ist in dieser Version im Gegensatz zum Original kaum zu hören und beschränkt sich auf wenige deutsche Wörter wie „Punker“, „Superstar“ oder „wunderbar“. Für die Video-Version wurde hingegen auch am internationalen Markt die Originalversion verwendet.

## Musikvideo
Im Musikvideo, das von den „Torpedo Twins“ DoRo im siebten Wiener Gemeindebezirk im Lokal „Blue Box“ gedreht wurde, wird Falco einige Male als „Mozart-Punker“ mit gefärbtem Haar gezeigt, aber auch in einem Dinnerjackett. Umgeben ist er von Darstellern in Kleidermode des Rokoko, später auch von Mitgliedern der Wiener Motorrad-Rocker Outsider Austria in ihren Kutten (einige der Rocker trugen bei Falcos Beerdigung im Jahr 1998 seinen Sarg).

## Kommerzieller Erfolg

### Chartplatzierungen
Im März 1986 war Rock Me Amadeus sowohl Nummer eins in den Billboard-Charts (die Falco als zweiter österreichischer Musiker nach Anton Karas anführte) als auch der Cashbox-Charts in den USA sowie im Vereinigten Königreich und in einigen asiatischen Ländern.
Besonders war dieser Erfolg auch, da Falco als erster Weißer mit einem Rap-Song in den Billboard-R&B-Single-Charts (die damals Black-Single-Charts hießen) mit Platz 6 eine Spitzenposition erreichte. Erst 2002 erreichte der ebenfalls weiße Eminem mit einem Rap-Song eine höhere Position (Platz 4). Als Vorbild für das Stück diente der erfolgreiche Film Amadeus aus dem Jahr 1984.
| ChartsChartplatzierungen       | Höchstplatzierung | Wochen |
| ------------------------------ | ----------------- | ------ |
| Deutschland (GfK)              | 1 (23 Wo.)        | 23     |
| Österreich (Ö3)                | 1 (24 Wo.)        | 24     |
| Schweiz (IFPI)                 | 2 (20 Wo.)        | 20     |
| Vereinigte Staaten (Billboard) | 1 (17 Wo.)        | 17     |
| Vereinigtes Königreich (OCC)   | 1 (15 Wo.)        | 15     |

| ChartsJahrescharts (1985) | Platzierung |
| ------------------------- | ----------- |
| Deutschland (GfK)         | 4           |
| Österreich (Ö3)           | 5           |
| Schweiz (IFPI)            | 5           |

| ChartsJahrescharts (1986)      | Platzierung |
| ------------------------------ | ----------- |
| Vereinigte Staaten (Billboard) | 28          |
| Vereinigtes Königreich (OCC)   | 13          |

### Auszeichnungen für Musikverkäufe
| Land/Region                  | Auszeichnungen für Musikverkäufe (Land/Region, Auszeichnung, Verkäufe) | Verkäufe  |
| ---------------------------- | ---------------------------------------------------------------------- | --------- |
| Deutschland (BVMI)           | Gold                                                                   | 250.000   |
| Kanada (MC)                  | Platin                                                                 | 100.000   |
| Neuseeland (RMNZ)            | Gold                                                                   | 10.000    |
| Österreich (IFPI)            | Gold                                                                   | 25.000    |
| Vereinigte Staaten (RIAA)    | Platin                                                                 | 2.000.000 |
| Vereinigtes Königreich (BPI) | Gold                                                                   | 500.000   |
| Insgesamt                    | 4× Gold · 2× Platin ·                                                  | 2.885.000 |

## Coverversionen
- Geil (1986) von Bruce & Bongo basiert im Refrain auf der Musik von Rock Me Amadeus.
- Rock Me Amadeus vom Album Kopfschuss (1998) von Megaherz ist eine NDH-Version des Stücks.
- Rock Me Amadeus vom Album Mea Culpa von Umbra et Imago ist eine NDH-Coverversion aus dem Jahr 2000.
- Rock Me Amadeus vom Dark-Metal-Album Über von Sturmgeist
- Rock Me Amadeus vom Album Famous in Paris von Kim Gloss aus dem Jahr 2011
- Amateur von Molotov vs. Udo Jürgens ist eine Mischung aus Rock Me Amadeus und Aber bitte mit Sahne von Udo Jürgens.
- I’m a Playa von Tech N9ne ist eine Verarbeitung des Songs mit derselben Melodie.
- Der Song Neue Deutsche Welle des Rappers Fler beruht auf der Melodie des Stücks.
- Der Titel Nikki war nie weg vom Album Fornika der Gruppe Die Fantastischen Vier persifliert den Text von Rock Me Amadeus.
- In dem Medley Polka Party von Weird Al Yankovic wird dreimal hintereinander die Zeile Ooh, Rock Me Amadeus gesungen.
- Auf dem 2006 erschienenen Album Nightly Ray von Emergency Gate befindet sich eine Coverversion des Songs.
- Auf dem Album Die Geister, die wir riefen von Die Toten Hosen befindet sich eine Coverversion des Liedes.
- Auf dem Album Space Police – Defenders of the Crown der Power-Metal-Band Edguy befindet sich eine Coverversion des Songs, gesungen von Tobias Sammet.
- Auf dem Album Wake Up the Coma der Industrial-Dance-Band Front Line Assembly befindet sich eine Coverversion des Liedes, gerappt und gesungen von Gast Jimmy Urine der Band Mindless Self Indulgence.
- The Baseballs veröffentlichten im März 2021 eine Rockabilly-Version des Liedes.
- 2021 veröffentlichte die Popsängerin LaFee eine Coverversion des Stücks mit dazugehörigem Musikvideo; es befindet sich auf dem Album Zurück in die Zukunft.

## Trivia
- In Mope von der Bloodhound Gang taucht die Textzeile Rock Me Amadeus mehrfach auf.
- In der Simpsons-Episode Selma heiratet Hollywoodstar wird eine Musical-Version von Planet der Affen gezeigt, in der ein Song namens Dr. Zaius in Anlehnung an die Melodie von Rock Me Amadeus gesungen wird.
- Robbie Williams singt die Textzeile „Rock me Amadeus“ in seinem Song It’s Only Us.
- Im Zuge der Waldheim-Affäre veröffentlichte die Erste Allgemeine Verunsicherung auf dem Album Kann denn Schwachsinn Sünde sein? eine veränderte Version unter dem Titel Wann man geh’n muß mit dem Text: „Jedoch im Ausland ist der Kurti nicht sehr populär, because er kann si net erinnern, ja das ist sein Flair“, womit auf die NS-Vergangenheit des damaligen Bundespräsidenten Kurt Waldheim Bezug genommen wurde.